# Torneo Clausura 2023 (Liga Catamarqueña)
El Torneo Clausura 2023, llamado «Torneo Clausura "Copa Bodas de Oro del Círculo de Periodistas Deportivos de Catamarca" 2023» por motivos de patrocinio, organizado por la Liga Catamarqueña de Fútbol, fue el segundo torneo del año y el que cerró la temporada 2023. Comenzó el 29 de septiembre y finalizó el 20 de diciembre.
Lo disputaron los veintiún equipos pertenecientes a la Liga Catamarqueña, es decir los 12 equipos de Primera División y los 9 equipos de la Primera B, distribuidos por cercanía geográfica en cuatro zonas. El campeón obtuvo la plaza al próximo Torneo Provincial.
El armado de las zonas, el formato de la competencia y la fecha de inicio de la misma se llevó a cabo el 11 de septiembre en la sede del Club Américo Tesorieri.
El sorteo del fixture se llevó a cabo el 19 de septiembre en la sede de la Liga Catamarqueña.
Consagró campeón al Club Sportivo Ferrocarriles del Estado de Chumbicha, que obtuvo su séptimo título (sexto en la Primera División), bajo la dirección técnica de José "Turco" Mohamed. Clasificó, así, al Torneo Provincial de Fútbol 2024.

## Formato

### Primera fase
Llamada fase de zonas. Los equipos fueron confeccionados por cercanía geográfica y se dividieron en tres zonas de 5 equipos y una de 6 equipos, donde juegan a dos ruedas por el sistema de todos contra todos. En este torneo se usará el sistema de puntos, de acuerdo a la reglamentación de la Internacional F. A. Board, asignándose tres puntos al equipo que resulte ganador, un punto a cada uno en caso de empate y cero puntos al perdedor.
Los dos primeros de cada zona clasificarán a la fase final para determinar al campeón.

#### Criterios de desempate
El orden de clasificación de los equipos al finalizar la primera fase, se determina en una tabla de cómputo general, de la siguiente manera:
- 1) Mayor cantidad de puntos.
- 2) Partidos que se enfrentaron entre sí; en caso de igualdad;
- 3) Mayor diferencia de goles; en caso de igualdad;
- 4) Mayor cantidad de goles a favor; en caso de igualdad;
- 5) Sorteo.

### Fase final
Se desarrollará en tres rondas de eliminación directa, a partido único. Desde esta instancia, en caso de empate en los 90' reglamentarios se definirá con tiros desde el punto penal.
Tanto el campeón como el subcampeón clasificarán al Torneo Provincial de Fútbol 2024.

## Equipos participantes
| Zona  | Nombre del club                                          | Ciudad                              | Departamento | Posición Apertura 2023 |
| ----- | -------------------------------------------------------- | ----------------------------------- | ------------ | ---------------------- |
| Norte | Club Deportivo Américo Tesorieri                         | San Fernando del Valle de Catamarca | Capital      | 9.º Primera A          |
| Norte | Club Atlético Defensores del Norte                       | San Fernando del Valle de Catamarca | Capital      | 5.º Primera A          |
| Norte | Asociación Juventud Unida de Santa Rosa                  | San Fernando del Valle de Catamarca | Capital      | 10.º Primera A         |
| Norte | Club Social y Deportivo Parque Daza                      | San Fernando del Valle de Catamarca | Capital      | 9.º Primera B          |
| Norte | Club Deportivo Salta Central                             | San Fernando del Valle de Catamarca | Capital      | 11.º Primera A         |
| Este  | Club Deportivo Chacarita                                 | San Fernando del Valle de Catamarca | Capital      | 8.º Primera A          |
| Este  | Club Atlético Independiente                              | San Fernando del Valle de Catamarca | Capital      | 4.º Primera A          |
| Este  | Club Atlético Liberal Argentino                          | San Fernando del Valle de Catamarca | Capital      | 8.º Primera B          |
| Este  | Club Atlético San Lorenzo de Alem                        | San Fernando del Valle de Catamarca | Capital      | 3.º Primera A          |
| Este  | Club Atlético Sarmiento                                  | San Fernando del Valle de Catamarca | Capital      | 3.º Primera B          |
| Oeste | Club Atlético Policial                                   | San Fernando del Valle de Catamarca | Capital      | 2.º Primera A          |
| Oeste | Club Fiel, Deportiva, Social y Cultural Asociación Civil | San Fernando del Valle de Catamarca | Capital      | 5.º Primera B          |
| Oeste | Club Deportivo Valle Chico                               | San Fernando del Valle de Catamarca | Capital      | 4.º Primera B          |
| Oeste | Club Atlético Estudiantes de La Tablada                  | San Fernando del Valle de Catamarca | Capital      | Campeón Primera B      |
| Oeste | Club Atlético Vélez Sarsfield                            | San Fernando del Valle de Catamarca | Capital      | 7.º Primera A          |
| Oeste | Club Sportivo Villa Cubas                                | San Fernando del Valle de Catamarca | Capital      | 6.º Primera A          |
| Sur   | Club Sportivo Ferrocarriles del Estado                   | Chumbicha                           | Capayán      | Campeón Primera A      |
| Sur   | Club Atlético Independiente                              | Huillapima                          | Capayán      | 2.º Primera B          |
| Sur   | Club Atlético Rivadavia                                  | Huillapima                          | Capayán      | 6.º Primera B          |
| Sur   | Club Atlético San Isidro                                 | Colonia Nueva Coneta                | Capayán      | 12.º Primera A         |
| Sur   | Club Sportivo y Cultural San Martín                      | Chumbicha                           | Capayán      | 7.º Primera B          |

### Distribución geográfica de los equipos
| Departamento | Cant. | Equipos |
| ------------ | ----- | --- |
| Capital      | 16    | Américo Tesorieri, Atlético Policial, Chacarita, Club Fiel, Defensores del Norte, Deportivo Valle Chico, Estudiantes de La Tablada, Independiente (C), Juventud Unida de Santa Rosa, Liberal Argentino, Parque Daza, Salta Central, San Lorenzo de Alem, Sarmiento, Vélez Sarsfield y Villa Cubas. |
| Capayán      | 5     | Ferrocarriles (Chumbicha), Independiente (Huillapima), Rivadavia (Huillapima), San Isidro (Nueva Coneta) y San Martín (Chumbicha) |

## Estadios
|                                                                                           |                                                                                          |                                                                                              |  |  |  |
|                                                                                           |                                                                                          |                                                                                              |  |  |  |
| Estadio Bicentenario Ciudad: Catamarca Propietario: Gobierno de Catamarca                 | Estadio Malvinas Argentinas Ciudad: Catamarca Propietario: Liga Catamarqueña de Fútbol   | Polideportivo Municipal de Chumbicha Ciudad: Chumbicha Propietario: Municipalidad de Capayán |  |  |  |
|                                                                                           |                                                                                          |                                                                                              |  |  |  |
| Estadio Américo Tesorieri Ciudad: Catamarca Propietario: Club Deportivo Américo Tesorieri | Estadio Independiente (C) Ciudad: Catamarca Propietario: Club Atlético Independiente (C) | Estadio Independiente (H) Ciudad: Huillapima Propietario: Club Atlético Independiente (H)    |  |  |  |

## Fase de zonas

### Zona Norte

#### Tabla de posiciones
| Pos. | Equipo                       | Pts. | PJ | PG | PE | PP | GF | GC | Dif. |
| ---- | ---------------------------- | ---- | -- | -- | -- | -- | -- | -- | ---- |
| 1.º  | Salta Central                | 18   | 8  | 6  | 0  | 2  | 23 | 10 | 13   |
| 2.º  | Defensores del Norte         | 14   | 8  | 4  | 2  | 2  | 12 | 7  | 5    |
| 3.º  | Américo Tesorieri            | 14   | 8  | 4  | 2  | 2  | 17 | 10 | 7    |
| 4.º  | Juventud Unida de Santa Rosa | 9    | 8  | 3  | 0  | 5  | 14 | 15 | −1   |
| 5.º  | Parque Daza                  | 2    | 8  | 0  | 2  | 6  | 3  | 27 | −24  |

|  | Los equipos que ocupen esta posición al finalizar la disputa clasificarán a la fase final. |

|  |

#### Evolución de las posiciones
| Equipo / Fecha               | 1 | 2 | 3 | 4 | 5 | 6 | 7 | 8 | 9 | 10 |
| ---------------------------- | - | - | - | - | - | - | - | - | - | -- |
| Américo Tesorieri            | 2 | 4 | 2 | 2 | 3 | 3 | 2 | 2 | 2 | 3  |
| Defensores del Norte         | 1 | 1 | 3 | 3 | 1 | 2 | 3 | 3 | 3 | 2  |
| Juventud Unida de Santa Rosa | 4 | 5 | 5 | 4 | 4 | 4 | 4 | 4 | 4 | 4  |
| Parque Daza                  | 2 | 3 | 4 | 5 | 5 | 5 | 5 | 5 | 5 | 5  |
| Salta Central                | 5 | 2 | 1 | 1 | 2 | 1 | 1 | 1 | 1 | 1  |

     Equipo libre de la fecha.
| 1. |

#### Resultados
| Fecha 1                                    | Fecha 1   | Fecha 1              | Fecha 1             | Fecha 1          | Fecha 1 |
| Local                                      | Resultado | Visita               | Estadio             | Fecha            | Hora    |
| ------------------------------------------ | --------- | -------------------- | ------------------- | ---------------- | ------- |
| Salta Central                              | 1 - 2     | Defensores del Norte | Malvinas Argentinas | 29 de septiembre | 14:30   |
| Parque Daza                                | 1 - 1     | Américo Tesorieri    | Malvinas Argentinas | 30 de septiembre | 14:30   |
| Equipo Libre: Juventud Unida de Santa Rosa |           |                      |                     |                  |         |

| Fecha 2                   | Fecha 2   | Fecha 2                      | Fecha 2             | Fecha 2      | Fecha 2 |
| Local                     | Resultado | Visita                       | Estadio             | Fecha        | Hora    |
| ------------------------- | --------- | ---------------------------- | ------------------- | ------------ | ------- |
| Américo Tesorieri         | 2 - 3     | Salta Central                | Independiente (C)   | 6 de octubre | 17:00   |
| Defensores del Norte      | 2 - 0     | Juventud Unida de Santa Rosa | Malvinas Argentinas | 8 de octubre | 17:00   |
| Equipo Libre: Parque Daza |           |                              |                     |              |         |

| Fecha 3                            | Fecha 3   | Fecha 3           | Fecha 3             | Fecha 3       | Fecha 3 |
| Local                              | Resultado | Visita            | Estadio             | Fecha         | Hora    |
| ---------------------------------- | --------- | ----------------- | ------------------- | ------------- | ------- |
| Salta Central                      | 4 - 0     | Parque Daza       | Malvinas Argentinas | 13 de octubre | 14:30   |
| Juventud Unida de Santa Rosa       | 1 - 5     | Américo Tesorieri | Malvinas Argentinas | 13 de octubre | 17:00   |
| Equipo Libre: Defensores del Norte |           |                   |                     |               |         |

| Fecha 4                     | Fecha 4   | Fecha 4                      | Fecha 4             | Fecha 4       | Fecha 4 |
| Local                       | Resultado | Visita                       | Estadio             | Fecha         | Hora    |
| --------------------------- | --------- | ---------------------------- | ------------------- | ------------- | ------- |
| Parque Daza                 | 0 - 3     | Juventud Unida de Santa Rosa | Malvinas Argentinas | 20 de octubre | 16:00   |
| Américo Tesorieri           | 0 - 0     | Defensores del Norte         | Malvinas Argentinas | 20 de octubre | 18:30   |
| Equipo Libre: Salta Central |           |                              |                     |               |         |

| Fecha 5                         | Fecha 5   | Fecha 5       | Fecha 5             | Fecha 5       | Fecha 5 |
| Local                           | Resultado | Visita        | Estadio             | Fecha         | Hora    |
| ------------------------------- | --------- | ------------- | ------------------- | ------------- | ------- |
| Juventud Unida de Santa Rosa    | 2 - 3     | Salta Central | Independiente (C)   | 27 de octubre | 14:30   |
| Defensores del Norte            | 2 - 0     | Parque Daza   | Malvinas Argentinas | 27 de octubre | 19:30   |
| Equipo Libre: Américo Tesorieri |           |               |                     |               |         |

| Fecha 6                                    | Fecha 6   | Fecha 6       | Fecha 6             | Fecha 6        | Fecha 6 |
| Local                                      | Resultado | Visita        | Estadio             | Fecha          | Hora    |
| ------------------------------------------ | --------- | ------------- | ------------------- | -------------- | ------- |
| Américo Tesorieri                          | 4 - 0     | Parque Daza   | Malvinas Argentinas | 2 de noviembre | 17:00   |
| Defensores del Norte                       | 1 - 2     | Salta Central | Malvinas Argentinas | 3 de noviembre | 19:30   |
| Equipo Libre: Juventud Unida de Santa Rosa |           |               |                     |                |         |

| Fecha 7                      | Fecha 7   | Fecha 7              | Fecha 7             | Fecha 7         | Fecha 7 |
| Local                        | Resultado | Visita               | Estadio             | Fecha           | Hora    |
| ---------------------------- | --------- | -------------------- | ------------------- | --------------- | ------- |
| Salta Central                | 1 - 2     | Américo Tesorieri    | Malvinas Argentinas | 10 de noviembre | 17:00   |
| Juventud Unida de Santa Rosa | 1 - 0     | Defensores del Norte | Malvinas Argentinas | 10 de noviembre | 19:30   |
| Equipo Libre: Parque Daza    |           |                      |                     |                 |         |

| Fecha 8                            | Fecha 8   | Fecha 8                      | Fecha 8             | Fecha 8         | Fecha 8 |
| Local                              | Resultado | Visita                       | Estadio             | Fecha           | Hora    |
| ---------------------------------- | --------- | ---------------------------- | ------------------- | --------------- | ------- |
| Américo Tesorieri                  | 2 - 1     | Juventud Unida de Santa Rosa | Américo Tesorieri   | 17 de noviembre | 16:00   |
| Parque Daza                        | 0 - 6     | Salta Central                | Malvinas Argentinas | 17 de noviembre | 18:00   |
| Equipo Libre: Defensores del Norte |           |                              |                     |                 |         |

| Fecha 9                      | Fecha 9   | Fecha 9           | Fecha 9             | Fecha 9         | Fecha 9 |
| Local                        | Resultado | Visita            | Estadio             | Fecha           | Hora    |
| ---------------------------- | --------- | ----------------- | ------------------- | --------------- | ------- |
| Juventud Unida de Santa Rosa | 5 - 0     | Parque Daza       | Independiente (C)   | 24 de noviembre | 16:00   |
| Defensores del Norte         | 3 - 1     | Américo Tesorieri | Malvinas Argentinas | 24 de noviembre | 20:00   |
| Equipo Libre: Salta Central  |           |                   |                     |                 |         |

| Fecha 10                        | Fecha 10  | Fecha 10                     | Fecha 10            | Fecha 10       | Fecha 10 |
| Local                           | Resultado | Visita                       | Estadio             | Fecha          | Hora     |
| ------------------------------- | --------- | ---------------------------- | ------------------- | -------------- | -------- |
| Parque Daza                     | 2 - 2     | Defensores del Norte         | Malvinas Argentinas | 1 de diciembre | 20:00    |
| Salta Central                   | 3 - 1     | Juventud Unida de Santa Rosa | Malvinas Argentinas | 2 de diciembre | 20:00    |
| Equipo Libre: Américo Tesorieri |           |                              |                     |                |          |

| 1. |

### Zona Este

#### Tabla de posiciones
| Pos. | Equipo                  | Pts. | PJ | PG | PE | PP | GF | GC | Dif. |
| ---- | ----------------------- | ---- | -- | -- | -- | -- | -- | -- | ---- |
| 1.º  | Independiente (Capital) | 17   | 8  | 5  | 2  | 1  | 9  | 6  | 3    |
| 2.º  | Sarmiento               | 14   | 8  | 4  | 2  | 2  | 12 | 4  | 8    |
| 3.º  | San Lorenzo de Alem     | 14   | 8  | 4  | 2  | 2  | 12 | 6  | 6    |
| 4.º  | Liberal Argentino       | 5    | 8  | 1  | 2  | 5  | 3  | 14 | −11  |
| 5.º  | Chacarita               | 4    | 8  | 0  | 4  | 4  | 2  | 8  | −6   |

|  | Los equipos que ocupen esta posición al finalizar la disputa clasificarán a la fase final. |

|  |

#### Evolución de las posiciones
| Equipo / Fecha          | 1 | 2 | 3 | 4 | 5 | 6 | 7 | 8 | 9 | 10 |
| ----------------------- | - | - | - | - | - | - | - | - | - | -- |
| Chacarita               | 5 | 5 | 4 | 4 | 4 | 4 | 4 | 4 | 4 | 5  |
| Independiente (Capital) | 1 | 3 | 3 | 2 | 1 | 1 | 1 | 1 | 1 | 1  |
| Liberal Argentino       | 1 | 4 | 5 | 5 | 5 | 5 | 5 | 5 | 5 | 4  |
| San Lorenzo de Alem     | 1 | 1 | 2 | 1 | 2 | 2 | 2 | 2 | 3 | 3  |
| Sarmiento               | 1 | 2 | 1 | 3 | 3 | 3 | 3 | 3 | 2 | 2  |

     Equipo libre de la fecha.
|  |

#### Resultados
| Fecha 1                 | Fecha 1   | Fecha 1             | Fecha 1             | Fecha 1          | Fecha 1 |
| Local                   | Resultado | Visita              | Estadio             | Fecha            | Hora    |
| ----------------------- | --------- | ------------------- | ------------------- | ---------------- | ------- |
| Liberal Argentino       | 0 - 0     | San Lorenzo de Alem | Malvinas Argentinas | 29 de septiembre | 17:00   |
| Independiente (Capital) | 0 - 0     | Sarmiento           | Independiente (C)   | 29 de septiembre | 17:00   |
| Equipo Libre: Chacarita |           |                     |                     |                  |         |

| Fecha 2                               | Fecha 2   | Fecha 2           | Fecha 2             | Fecha 2      | Fecha 2 |
| Local                                 | Resultado | Visita            | Estadio             | Fecha        | Hora    |
| ------------------------------------- | --------- | ----------------- | ------------------- | ------------ | ------- |
| Sarmiento                             | 1 - 0     | Liberal Argentino | Independiente (C)   | 6 de octubre | 14:30   |
| San Lorenzo de Alem                   | 3 - 1     | Chacarita         | Malvinas Argentinas | 7 de octubre | 14:30   |
| Equipo Libre: Independiente (Capital) |           |                   |                     |              |         |

| Fecha 3                           | Fecha 3   | Fecha 3                 | Fecha 3             | Fecha 3       | Fecha 3 |
| Local                             | Resultado | Visita                  | Estadio             | Fecha         | Hora    |
| --------------------------------- | --------- | ----------------------- | ------------------- | ------------- | ------- |
| Liberal Argentino                 | 0 - 1     | Independiente (Capital) | Independiente (C)   | 13 de octubre | 17:00   |
| Chacarita                         | 0 - 0     | Sarmiento               | Malvinas Argentinas | 14 de octubre | 14:30   |
| Equipo Libre: San Lorenzo de Alem |           |                         |                     |               |         |

| Fecha 4                         | Fecha 4   | Fecha 4             | Fecha 4             | Fecha 4       | Fecha 4 |
| Local                           | Resultado | Visita              | Estadio             | Fecha         | Hora    |
| ------------------------------- | --------- | ------------------- | ------------------- | ------------- | ------- |
| Sarmiento                       | 0 - 1     | San Lorenzo de Alem | Malvinas Argentinas | 19 de octubre | 18:30   |
| Independiente (Capital)         | 0 - 0     | Chacarita           | Independiente (C)   | 20 de octubre | 16:30   |
| Equipo Libre: Liberal Argentino |           |                     |                     |               |         |

| Fecha 5                 | Fecha 5   | Fecha 5                 | Fecha 5             | Fecha 5       | Fecha 5 |
| Local                   | Resultado | Visita                  | Estadio             | Fecha         | Hora    |
| ----------------------- | --------- | ----------------------- | ------------------- | ------------- | ------- |
| San Lorenzo de Alem     | 0 - 1     | Independiente (Capital) | Malvinas Argentinas | 26 de octubre | 19:00   |
| Chacarita               | 0 - 0     | Liberal Argentino       | Malvinas Argentinas | 27 de octubre | 17:00   |
| Equipo Libre: Sarmiento |           |                         |                     |               |         |

| Fecha 6                 | Fecha 6   | Fecha 6                 | Fecha 6             | Fecha 6        | Fecha 6 |
| Local                   | Resultado | Visita                  | Estadio             | Fecha          | Hora    |
| ----------------------- | --------- | ----------------------- | ------------------- | -------------- | ------- |
| San Lorenzo de Alem     | 3 - 0     | Liberal Argentino       | Malvinas Argentinas | 1 de noviembre | 19:00   |
| Sarmiento               | 1 - 2     | Independiente (Capital) | Malvinas Argentinas | 3 de noviembre | 17:00   |
| Equipo Libre: Chacarita |           |                         |                     |                |         |

| Fecha 7                               | Fecha 7   | Fecha 7             | Fecha 7             | Fecha 7        | Fecha 7 |
| Local                                 | Resultado | Visita              | Estadio             | Fecha          | Hora    |
| ------------------------------------- | --------- | ------------------- | ------------------- | -------------- | ------- |
| Liberal Argentino                     | 1 - 4     | Sarmiento           | Malvinas Argentinas | 8 de noviembre | 17:00   |
| Chacarita                             | 0 - 0     | San Lorenzo de Alem | Malvinas Argentinas | 8 de noviembre | 19:30   |
| Equipo Libre: Independiente (Capital) |           |                     |                     |                |         |

| Fecha 8                           | Fecha 8   | Fecha 8           | Fecha 8           | Fecha 8         | Fecha 8 |
| Local                             | Resultado | Visita            | Estadio           | Fecha           | Hora    |
| --------------------------------- | --------- | ----------------- | ----------------- | --------------- | ------- |
| Sarmiento                         | 2 - 0     | Chacarita         | Independiente (C) | 17 de noviembre | 15:00   |
| Independiente (Capital)           | 4 - 0     | Liberal Argentino | Independiente (C) | 17 de noviembre | 17:00   |
| Equipo Libre: San Lorenzo de Alem |           |                   |                   |                 |         |

| Fecha 9                         | Fecha 9   | Fecha 9                 | Fecha 9             | Fecha 9         | Fecha 9 |
| Local                           | Resultado | Visita                  | Estadio             | Fecha           | Hora    |
| ------------------------------- | --------- | ----------------------- | ------------------- | --------------- | ------- |
| Chacarita                       | 0 - 1     | Independiente (Capital) | Independiente (C)   | 24 de noviembre | 18:00   |
| San Lorenzo de Alem             | 0 - 4     | Sarmiento               | Malvinas Argentinas | 24 de noviembre | 18:00   |
| Equipo Libre: Liberal Argentino |           |                         |                     |                 |         |

| Fecha 10                | Fecha 10  | Fecha 10            | Fecha 10            | Fecha 10        | Fecha 10 |
| Local                   | Resultado | Visita              | Estadio             | Fecha           | Hora     |
| ----------------------- | --------- | ------------------- | ------------------- | --------------- | -------- |
| Independiente (Capital) | 0 - 5     | San Lorenzo de Alem | Malvinas Argentinas | 30 de noviembre | 20:00    |
| Liberal Argentino       | 2 - 1     | Chacarita           | Malvinas Argentinas | 1 de diciembre  | 18:00    |
| Equipo Libre: Sarmiento |           |                     |                     |                 |          |

|  |

### Zona Oeste

#### Tabla de posiciones
| Pos. | Equipo                    | Pts. | PJ | PG | PE | PP | GF | GC | Dif. |
| ---- | ------------------------- | ---- | -- | -- | -- | -- | -- | -- | ---- |
| 1.º  | Vélez Sarsfield           | 20   | 10 | 6  | 3  | 1  | 15 | 9  | 6    |
| 2.º  | Atlético Policial         | 16   | 10 | 8  | 1  | 1  | 22 | 3  | 19   |
| 3.º  | Estudiantes de La Tablada | 14   | 10 | 4  | 2  | 4  | 9  | 14 | −5   |
| 4.º  | Deportivo Valle Chico     | 7    | 10 | 1  | 4  | 5  | 10 | 16 | −6   |
| 5.º  | Villa Cubas               | 3    | 10 | 4  | 3  | 3  | 15 | 11 | 4    |
| 6.º  | Club Fiel                 | 1    | 10 | 0  | 1  | 9  | 3  | 21 | −18  |

|  | Los equipos que ocupen esta posición al finalizar la disputa clasificarán a la fase final. |

| 1. 2. 3. |

#### Evolución de las posiciones
| Equipo / Fecha            | 1 | 2 | 3 | 4 | 5 | 6 | 7 | 8 | 9 | 10 |
| ------------------------- | - | - | - | - | - | - | - | - | - | -- |
| Atlético Policial         | 1 | 1 | 1 | 1 | 1 | 1 | 2 | 2 | 3 | 2  |
| Club Fiel                 | 3 | 5 | 6 | 6 | 5 | 5 | 5 | 5 | 5 | 6  |
| Deportivo Valle Chico     | 3 | 2 | 4 | 5 | 4 | 4 | 4 | 4 | 4 | 4  |
| Estudiantes de La Tablada | 6 | 6 | 3 | 3 | 3 | 3 | 3 | 3 | 2 | 3  |
| Vélez Sarsfield           | 5 | 3 | 5 | 2 | 2 | 2 | 1 | 1 | 1 | 1  |
| Villa Cubas               | 2 | 3 | 2 | 4 | 6 | 6 | 6 | 6 | 6 | 5  |

| 1. 2. 3. 4. 5. |

#### Resultados
| Fecha 1                   | Fecha 1   | Fecha 1           | Fecha 1             | Fecha 1          | Fecha 1 |
| Local                     | Resultado | Visita            | Estadio             | Fecha            | Hora    |
| ------------------------- | --------- | ----------------- | ------------------- | ---------------- | ------- |
| Deportivo Valle Chico     | 0 - 0     | Club Fiel         | Independiente (C)   | 29 de septiembre | 14:30   |
| Estudiantes de La Tablada | 0 - 2     | Atlético Policial | Malvinas Argentinas | 30 de septiembre | 17:00   |
| Villa Cubas               | 1 - 1     | Vélez Sarsfield   | Malvinas Argentinas | 1 de octubre     | 18:00   |

| Fecha 2         | Fecha 2   | Fecha 2                   | Fecha 2             | Fecha 2      | Fecha 2 |
| Local           | Resultado | Visita                    | Estadio             | Fecha        | Hora    |
| --------------- | --------- | ------------------------- | ------------------- | ------------ | ------- |
| Vélez Sarsfield | 0 - 0     | Deportivo Valle Chico     | Malvinas Argentinas | 6 de octubre | 14:30   |
| Villa Cubas     | 0 - 1     | Estudiantes de La Tablada | Malvinas Argentinas | 6 de octubre | 17:00   |
| Club Fiel       | 1 - 4     | Atlético Policial         | Malvinas Argentinas | 7 de octubre | 17:00   |

| Fecha 3                   | Fecha 3   | Fecha 3         | Fecha 3             | Fecha 3       | Fecha 3 |
| Local                     | Resultado | Visita          | Estadio             | Fecha         | Hora    |
| ------------------------- | --------- | --------------- | ------------------- | ------------- | ------- |
| Estudiantes de La Tablada | 2 - 0     | Club Fiel       | Independiente (C)   | 13 de octubre | 14:30   |
| Atlético Policial         | 0 - 1     | Vélez Sarsfield | Malvinas Argentinas | 14 de octubre | 17:00   |
| Deportivo Valle Chico     | 0 - 1     | Villa Cubas     | Malvinas Argentinas | 16 de octubre | 17:00   |

| Fecha 4               | Fecha 4   | Fecha 4                   | Fecha 4             | Fecha 4       | Fecha 4 |
| Local                 | Resultado | Visita                    | Estadio             | Fecha         | Hora    |
| --------------------- | --------- | ------------------------- | ------------------- | ------------- | ------- |
| Vélez Sarsfield       | 1 - 0     | Club Fiel                 | Malvinas Argentinas | 19 de octubre | 16:00   |
| Deportivo Valle Chico | 1 - 1     | Estudiantes de La Tablada | Independiente (C)   | 20 de octubre | 14:30   |
| Villa Cubas           | 0 - 1     | Atlético Policial         | Bicentenario        | 20 de octubre | 20:00   |

| Fecha 5                   | Fecha 5   | Fecha 5               | Fecha 5             | Fecha 5       | Fecha 5 |
| Local                     | Resultado | Visita                | Estadio             | Fecha         | Hora    |
| ------------------------- | --------- | --------------------- | ------------------- | ------------- | ------- |
| Club Fiel                 | 0 - 3     | Villa Cubas           | Malvinas Argentinas | 25 de octubre | 19:00   |
| Estudiantes de La Tablada | 1 - 2     | Vélez Sarsfield       | Independiente (C)   | 27 de octubre | 17:00   |
| Atlético Policial         | 1 - 0     | Deportivo Valle Chico | Malvinas Argentinas | 28 de octubre | 17:00   |

| Fecha 6           | Fecha 6   | Fecha 6                   | Fecha 6             | Fecha 6        | Fecha 6 |
| Local             | Resultado | Visita                    | Estadio             | Fecha          | Hora    |
| ----------------- | --------- | ------------------------- | ------------------- | -------------- | ------- |
| Vélez Sarsfield   | 1 - 5     | Villa Cubas               | Malvinas Argentinas | 2 de noviembre | 19:30   |
| Club Fiel         | 1 - 3     | Deportivo Valle Chico     | Malvinas Argentinas | 5 de noviembre | 14:00   |
| Atlético Policial | 5 - 0     | Estudiantes de La Tablada | Malvinas Argentinas | 5 de noviembre | 16:00   |

| Fecha 7                   | Fecha 7   | Fecha 7         | Fecha 7             | Fecha 7         | Fecha 7 |
| Local                     | Resultado | Visita          | Estadio             | Fecha           | Hora    |
| ------------------------- | --------- | --------------- | ------------------- | --------------- | ------- |
| Deportivo Valle Chico     | 2 - 4     | Vélez Sarsfield | Malvinas Argentinas | 11 de noviembre | 17:00   |
| Atlético Policial         | 2 - 0     | Club Fiel       | Malvinas Argentinas | 11 de noviembre | 19:30   |
| Estudiantes de La Tablada | 1 - 1     | Villa Cubas     | Malvinas Argentinas | 29 de noviembre | 20:00   |

| Fecha 8         | Fecha 8   | Fecha 8                   | Fecha 8             | Fecha 8         | Fecha 8 |
| Local           | Resultado | Visita                    | Estadio             | Fecha           | Hora    |
| --------------- | --------- | ------------------------- | ------------------- | --------------- | ------- |
| Club Fiel       | 0 - 1     | Estudiantes de La Tablada | Malvinas Argentinas | 17 de noviembre | 16:00   |
| Vélez Sarsfield | 0 - 0     | Atlético Policial         | Malvinas Argentinas | 26 de noviembre | 18:00   |
| Villa Cubas     | 2 - 2     | Deportivo Valle Chico     | Malvinas Argentinas | 6 de diciembre  | 18:00   |

| Fecha 9                   | Fecha 9   | Fecha 9               | Fecha 9             | Fecha 9         | Fecha 9 |
| Local                     | Resultado | Visita                | Estadio             | Fecha           | Hora    |
| ------------------------- | --------- | --------------------- | ------------------- | --------------- | ------- |
| Atlético Policial         | 3 - 0     | Villa Cubas           | Bicentenario        | 17 de noviembre | 21:00   |
| Estudiantes de La Tablada | 2 - 1     | Deportivo Valle Chico | Malvinas Argentinas | 22 de noviembre | 18:00   |
| Club Fiel                 | 0 - 3     | Vélez Sarsfield       | Malvinas Argentinas | 22 de noviembre | 20:00   |

| Fecha 10              | Fecha 10  | Fecha 10                  | Fecha 10            | Fecha 10       | Fecha 10 |
| Local                 | Resultado | Visita                    | Estadio             | Fecha          | Hora     |
| --------------------- | --------- | ------------------------- | ------------------- | -------------- | -------- |
| Vélez Sarsfield       | 2 - 0     | Estudiantes de La Tablada | Américo Tesorieri   | 2 de diciembre | 17:30    |
| Deportivo Valle Chico | 1 - 4     | Atlético Policial         | Malvinas Argentinas | 2 de diciembre | 17:30    |
| Villa Cubas           | 2 - 1     | Club Fiel                 | Malvinas Argentinas | 3 de diciembre | 18:00    |

| 1. 2. |

### Zona Sur

#### Tabla de posiciones
| Pos. | Equipo                     | Pts. | PJ | PG | PE | PP | GF | GC | Dif. |
| ---- | -------------------------- | ---- | -- | -- | -- | -- | -- | -- | ---- |
| 1.º  | Ferrocarriles (Chumbicha)  | 22   | 8  | 7  | 1  | 0  | 26 | 4  | 22   |
| 2.º  | Rivadavia (Huillapima)     | 19   | 8  | 6  | 1  | 1  | 27 | 3  | 24   |
| 3.º  | Independiente (Huillapima) | 10   | 8  | 3  | 1  | 4  | 10 | 8  | 2    |
| 4.º  | San Martín (Chumbicha)     | 7    | 8  | 2  | 1  | 5  | 13 | 16 | −3   |
| 5.º  | San Isidro (Nueva Coneta)  | 0    | 8  | 0  | 0  | 8  | 3  | 48 | −45  |

|  | Los equipos que ocupen esta posición al finalizar la disputa clasificarán a la fase final. |

|  |

#### Evolución de las posiciones
| Equipo / Fecha             | 1 | 2 | 3 | 4 | 5 | 6 | 7 | 8 | 9 | 10 |
| -------------------------- | - | - | - | - | - | - | - | - | - | -- |
| Ferrocarriles (Chumbicha)  | 3 | 3 | 2 | 2 | 2 | 2 | 2 | 2 | 1 | 1  |
| Independiente (Huillapima) | 4 | 2 | 4 | 3 | 3 | 3 | 3 | 3 | 3 | 3  |
| Rivadavia (Huillapima)     | 2 | 4 | 1 | 1 | 1 | 1 | 1 | 1 | 2 | 2  |
| San Isidro (Nueva Coneta)  | 5 | 5 | 5 | 5 | 5 | 5 | 5 | 5 | 5 | 5  |
| San Martín (Chumbicha)     | 1 | 1 | 3 | 4 | 4 | 4 | 4 | 4 | 4 | 4  |

     Equipo libre de la fecha.
| 1. |

#### Resultados
| Fecha 1                                 | Fecha 1   | Fecha 1                    | Fecha 1           | Fecha 1          | Fecha 1 |
| Local                                   | Resultado | Visita                     | Estadio           | Fecha            | Hora    |
| --------------------------------------- | --------- | -------------------------- | ----------------- | ---------------- | ------- |
| San Isidro (Nueva Coneta)               | 1 - 4     | San Martín (Chumbicha)     | Independiente (H) | 30 de septiembre | 14:30   |
| Rivadavia (Huillapima)                  | 1 - 0     | Independiente (Huillapima) | Independiente (H) | 30 de septiembre | 17:00   |
| Equipo Libre: Ferrocarriles (Chumbicha) |           |                            |                   |                  |         |

| Fecha 2                              | Fecha 2   | Fecha 2                   | Fecha 2                              | Fecha 2      | Fecha 2 |
| Local                                | Resultado | Visita                    | Estadio                              | Fecha        | Hora    |
| ------------------------------------ | --------- | ------------------------- | ------------------------------------ | ------------ | ------- |
| Independiente (Huillapima)           | 3 - 0     | San Isidro (Nueva Coneta) | Independiente (H)                    | 7 de octubre | 16:30   |
| San Martín (Chumbicha)               | 1 - 2     | Ferrocarriles (Chumbicha) | Polideportivo Municipal de Chumbicha | 7 de octubre | 16:30   |
| Equipo Libre: Rivadavia (Huillapima) |           |                           |                                      |              |         |

| Fecha 3                              | Fecha 3   | Fecha 3                    | Fecha 3                              | Fecha 3       | Fecha 3 |
| Local                                | Resultado | Visita                     | Estadio                              | Fecha         | Hora    |
| ------------------------------------ | --------- | -------------------------- | ------------------------------------ | ------------- | ------- |
| Ferrocarriles (Chumbicha)            | 4 - 1     | Independiente (Huillapima) | Polideportivo Municipal de Chumbicha | 14 de octubre | 16:30   |
| San Isidro (Nueva Coneta)            | 0 - 12    | Rivadavia (Huillapima)     | Independiente (H)                    | 14 de octubre | 16:30   |
| Equipo Libre: San Martín (Chumbicha) |           |                            |                                      |               |         |

| Fecha 4                                 | Fecha 4   | Fecha 4                   | Fecha 4           | Fecha 4       | Fecha 4 |
| Local                                   | Resultado | Visita                    | Estadio           | Fecha         | Hora    |
| --------------------------------------- | --------- | ------------------------- | ----------------- | ------------- | ------- |
| Rivadavia (Huillapima)                  | 1 - 1     | Ferrocarriles (Chumbicha) | Independiente (H) | 20 de octubre | 14:30   |
| Independiente (Huillapima)              | 2 - 0     | San Martín (Chumbicha)    | Independiente (H) | 20 de octubre | 16:30   |
| Equipo Libre: San Isidro (Nueva Coneta) |           |                           |                   |               |         |

| Fecha 5                                  | Fecha 5   | Fecha 5                   | Fecha 5                              | Fecha 5       | Fecha 5 |
| Local                                    | Resultado | Visita                    | Estadio                              | Fecha         | Hora    |
| ---------------------------------------- | --------- | ------------------------- | ------------------------------------ | ------------- | ------- |
| Ferrocarriles (Chumbicha)                | 4 - 0     | San Isidro (Nueva Coneta) | Polideportivo Municipal de Chumbicha | 26 de octubre | 16:30   |
| San Martín (Chumbicha)                   | 0 - 2     | Rivadavia (Huillapima)    | Polideportivo Municipal de Chumbicha | 28 de octubre | 16:30   |
| Equipo Libre: Independiente (Huillapima) |           |                           |                                      |               |         |

| Fecha 6                                 | Fecha 6   | Fecha 6                   | Fecha 6                              | Fecha 6        | Fecha 6 |
| Local                                   | Resultado | Visita                    | Estadio                              | Fecha          | Hora    |
| --------------------------------------- | --------- | ------------------------- | ------------------------------------ | -------------- | ------- |
| San Martín (Chumbicha)                  | 6 - 1     | San Isidro (Nueva Coneta) | Polideportivo Municipal de Chumbicha | 3 de noviembre | 17:00   |
| Independiente (Huillapima)              | 0 - 1     | Rivadavia (Huillapima)    | Independiente (H)                    | 5 de noviembre | 17:00   |
| Equipo Libre: Ferrocarriles (Chumbicha) |           |                           |                                      |                |         |

| Fecha 7                              | Fecha 7   | Fecha 7                    | Fecha 7                              | Fecha 7         | Fecha 7 |
| Local                                | Resultado | Visita                     | Estadio                              | Fecha           | Hora    |
| ------------------------------------ | --------- | -------------------------- | ------------------------------------ | --------------- | ------- |
| San Isidro (Nueva Coneta)            | 0 - 3     | Independiente (Huillapima) | Independiente (H)                    | 11 de noviembre | 17:00   |
| Ferrocarriles (Chumbicha)            | 5 - 0     | San Martín (Chumbicha)     | Polideportivo Municipal de Chumbicha | 2 de diciembre  | 18:00   |
| Equipo Libre: Rivadavia (Huillapima) |           |                            |                                      |                 |         |

| Fecha 8                              | Fecha 8   | Fecha 8                   | Fecha 8           | Fecha 8         | Fecha 8 |
| Local                                | Resultado | Visita                    | Estadio           | Fecha           | Hora    |
| ------------------------------------ | --------- | ------------------------- | ----------------- | --------------- | ------- |
| Rivadavia (Huillapima)               | 8 - 0     | San Isidro (Nueva Coneta) | Independiente (H) | 18 de noviembre | 15:00   |
| Independiente (Huillapima)           | 0 - 1     | Ferrocarriles (Chumbicha) | Independiente (H) | 18 de noviembre | 17:00   |
| Equipo Libre: San Martín (Chumbicha) |           |                           |                   |                 |         |

| Fecha 9                                 | Fecha 9   | Fecha 9                    | Fecha 9                              | Fecha 9         | Fecha 9 |
| Local                                   | Resultado | Visita                     | Estadio                              | Fecha           | Hora    |
| --------------------------------------- | --------- | -------------------------- | ------------------------------------ | --------------- | ------- |
| San Martín (Chumbicha)                  | 1 - 1     | Independiente (Huillapima) | Polideportivo Municipal de Chumbicha | 22 de noviembre | 15:00   |
| Ferrocarriles (Chumbicha)               | 1 - 0     | Rivadavia (Huillapima)     | Polideportivo Municipal de Chumbicha | 22 de noviembre | 17:30   |
| Equipo Libre: San Isidro (Nueva Coneta) |           |                            |                                      |                 |         |

| Fecha 10                                 | Fecha 10  | Fecha 10                  | Fecha 10          | Fecha 10        | Fecha 10 |
| Local                                    | Resultado | Visita                    | Estadio           | Fecha           | Hora     |
| ---------------------------------------- | --------- | ------------------------- | ----------------- | --------------- | -------- |
| San Isidro (Nueva Coneta)                | 1 - 8     | Ferrocarriles (Chumbicha) | Independiente (H) | 29 de noviembre | 16:00    |
| Rivadavia (Huillapima)                   | 2 - 1     | San Martín (Chumbicha)    | Independiente (H) | 29 de noviembre | 18:00    |
| Equipo Libre: Independiente (Huillapima) |           |                           |                   |                 |          |

| 1. |

## Fase final
La Fase final del Torneo Clausura estará compuesta por tres etapas: cuartos, semifinales y final. Se disputarán por eliminación directa, a un solo partido. En caso de persistir la igualdad en los 90' reglamentarios, se definirá por tiros desde el punto penal.

### Cuadro de desarrollo
|  | Cuartos de final          | Cuartos de final          | Cuartos de final          |                           |                 | Semifinales     | Semifinales     | Semifinales     |  |                      | Final                | Final           | Final           |  |
|  | 9 y 10 de diciembre       | 9 y 10 de diciembre       | 9 y 10 de diciembre       |                           |                 | 13 de diciembre | 13 de diciembre | 13 de diciembre |  |                      | 20 de diciembre      | 20 de diciembre | 20 de diciembre |  |
|  |                           |                           |                           |                           |                 |                 |                 |                 |  |                      |                      |                 |                 |  |
|  |                           |                           |                           |                           |                 |                 |                 |                 |  |                      |                      |                 |                 |  |
|  | Salta Central             | Salta Central             | 2                         |                           |                 |                 |                 |                 |  |                      |                      |                 |                 |  |
|  | Salta Central             | Salta Central             | 2                         |                           |                 |                 |                 |                 |  |                      |                      |                 |                 |  |
|  | Sarmiento                 | Sarmiento                 | 3                         |                           |                 |                 |                 |                 |  |                      |                      |                 |                 |  |
|  | Sarmiento                 | Sarmiento                 | 3                         |                           | Sarmiento       | Sarmiento       | 0               |                 |  |                      |                      |                 |                 |  |
|  |                           |                           |                           |                           | Sarmiento       | Sarmiento       | 0               |                 |  |                      |                      |                 |                 |  |
|  |                           |                           | Defensores del Norte      | Defensores del Norte      | 2               |                 |                 |                 |  |                      |                      |                 |                 |  |
|  | Independiente (Capital)   | Independiente (Capital)   | Defensores del Norte      | Defensores del Norte      | 2               | 0               |                 |                 |  |                      |                      |                 |                 |  |
|  | Independiente (Capital)   | Independiente (Capital)   |                           |                           |                 |                 |                 |                 |  |                      |                      |                 |                 |  |
|  | Defensores del Norte      | Defensores del Norte      | 3                         |                           |                 |                 |                 |                 |  |                      |                      |                 |                 |  |
|  | Defensores del Norte      | Defensores del Norte      | 3                         |                           |                 |                 |                 |                 |  | Defensores del Norte | Defensores del Norte | 1               |                 |  |
|  |                           |                           |                           |                           |                 |                 |                 |                 |  | Defensores del Norte | Defensores del Norte | 1               |                 |  |
|  |                           |                           | Ferrocarriles (Chumbicha) | Ferrocarriles (Chumbicha) | 2               |                 |                 |                 |  |                      |                      |                 |                 |  |
|  | Vélez Sarsfield           | Vélez Sarsfield           | Ferrocarriles (Chumbicha) | Ferrocarriles (Chumbicha) | 2               | 3               |                 |                 |  |                      |                      |                 |                 |  |
|  | Vélez Sarsfield           | Vélez Sarsfield           |                           |                           |                 |                 |                 |                 |  |                      |                      |                 |                 |  |
|  | Rivadavia (Huillapima)    | Rivadavia (Huillapima)    | 1                         |                           |                 |                 |                 |                 |  |                      |                      |                 |                 |  |
|  | Rivadavia (Huillapima)    | Rivadavia (Huillapima)    | 1                         |                           | Vélez Sarsfield | Vélez Sarsfield | 0 (0)           |                 |  |                      |                      |                 |                 |  |
|  |                           |                           |                           |                           | Vélez Sarsfield | Vélez Sarsfield | 0 (0)           |                 |  |                      |                      |                 |                 |  |
|  |                           |                           | Ferrocarriles (Chumbicha) | Ferrocarriles (Chumbicha) | 0 (3)           |                 |                 |                 |  |                      |                      |                 |                 |  |
|  | Ferrocarriles (Chumbicha) | Ferrocarriles (Chumbicha) | Ferrocarriles (Chumbicha) | Ferrocarriles (Chumbicha) | 0 (3)           | 2 (3)           |                 |                 |  |                      |                      |                 |                 |  |
|  | Ferrocarriles (Chumbicha) | Ferrocarriles (Chumbicha) |                           |                           |                 |                 |                 |                 |  |                      |                      |                 |                 |  |
|  | Atlético Policial         | Atlético Policial         | 2 (2)                     |                           |                 |                 |                 |                 |  |                      |                      |                 |                 |  |
|  | Atlético Policial         | Atlético Policial         | 2 (2)                     |                           |                 |                 |                 |                 |  |                      |                      |                 |                 |  |
|  |                           |                           |                           |                           |                 |                 |                 |                 |  |                      |                      |                 |                 |  |

|  |

### Cuartos de final
| 9 de diciembre, 18:00 | Salta Central                                     | 2 - 3   | Sarmiento                                                          | Malvinas Argentinas, Catamarca |                            |
|                       | Leandro Maza 47' (pen.) · Maximiliano Heredia 61' | Reporte | 43' Claudio Herrera · 45' Sergio Pérez Castro · 75' Nahuel Quiroga | Árbitro(s): Pablo Figueroa     | Árbitro(s): Pablo Figueroa |

| 9 de diciembre, 20:30 | Independiente (Capital) | 0 - 3   | Defensores del Norte                                        | Malvinas Argentinas, Catamarca |                             |
|                       |                         | Reporte | 28' Lucas Valdez · 89' Ulises Ance · 90+2' José Luis Utrera | Árbitro(s): Exequiel Agüero    | Árbitro(s): Exequiel Agüero |

| 10 de diciembre, 18:00 | Vélez Sarsfield                              | 3 - 1   | Rivadavia (Huillapima)       | Malvinas Argentinas, Catamarca |                             |
|                        | Fernando Gausto 7' 45' · Mario Córdoba 45+2' | Reporte | 41' (pen.) Esteban Fernández | Árbitro(s): Hernán Palacios    | Árbitro(s): Hernán Palacios |

| 10 de diciembre, 20:30 | Ferrocarriles (Chumbicha)                                      | 2 - 2 (3:2 p.)             | Atlético Policial                                                          | Malvinas Argentinas, Catamarca |                          |
|                        | Lucas Salas 27' · Lucas Reyes 41'                              | Reporte                    | 42' 54' Emanuel Ceballos                                                   | Árbitro(s): Jesús Aldeco       | Árbitro(s): Jesús Aldeco |
|                        |                                                                | Tiros desde el punto penal |                                                                            |                                |                          |
|                        | Lucas Salas · Marcos Quinteros · José Villarroel · José Romero |                            | Luis Seco · Diego Rearte · Darío Nieva · Juan M. Moreno · Emanuel Ceballos |                                |                          |

### Semifinales
| 13 de diciembre, 18:00 | Sarmiento | 0 - 2   | Defensores del Norte                   | Malvinas Argentinas, Catamarca |                          |
|                        |           | Reporte | 52' Mauricio Seco · 86' Rodrigo Chávez | Árbitro(s): Jorge Romero       | Árbitro(s): Jorge Romero |

| 13 de diciembre, 20:30 | Vélez Sarsfield                                              | 0 - 0 (0:3 p.)             | Ferrocarriles (Chumbicha)                        | Malvinas Argentinas, Catamarca |                           |
|                        |                                                              | Reporte                    |                                                  | Árbitro(s): Andrés Agüero      | Árbitro(s): Andrés Agüero |
|                        |                                                              | Tiros desde el punto penal |                                                  |                                |                           |
|                        | Esteban Valatkevicnis · Gastón Villarreal · Emanuel Castillo |                            | Ricardo Salas · Marcos Quinteros · Elías Peralta |                                |                           |

### Final
| 20 de diciembre, 20:00 | Defensores del Norte | 1 - 2   | Ferrocarriles (Chumbicha)             | Malvinas Argentinas, Catamarca |                                |
|                        | Tomás Chayle 76'     | Reporte | 8' Ricardo Salas · 55' Leonel Carrión | Árbitro(s): José Silva Castaño | Árbitro(s): José Silva Castaño |

|                                                  |
| Club Sportivo Ferrocarriles del Estado 7° título |
| Campeón Torneo Clausura 2023                     |

## Estadísticas

### Goleadores
| Jugador                                | Equipo            | Goles |
| -------------------------------------- | ----------------- | ----- |
| Luis Seco                              | Atlético Policial | 9     |
| Cristian López                         | Salta Central     | 6     |
| Leonardo Maza                          | Salta Central     | 6     |
| Pablo Quiroga                          | Américo Tesorieri | 6     |
| Actualizado al 20 de diciembre de 2023 |                   |       |

| Luis Castillo            | Deportivo Valle Chico        | 5 |
| Matías Oliva             | Sarmiento                    | 5 |
| Miguel Rizzardo          | Villa Cubas                  | 5 |
| Arturo Delgado           | Ferrocarriles                | 4 |
| Francisco Noriega        | Salta Central                | 4 |
| Rodrigo Chávez           | Defensores del Norte         | 4 |
| Alex Miranda             | Américo Tesorieri            | 3 |
| Darío Romero             | San Martín (Chumbicha)       | 3 |
| Esteban Valatkevicnis    | Vélez Sarsfield              | 3 |
| Franco Suárez            | Juventud Unida de Santa Rosa | 3 |
| Gabriel Luque            | Villa Cubas                  | 3 |
| Gastón Villarreal        | Vélez Sarsfield              | 3 |
| José Romero              | Ferrocarriles                | 3 |
| José Luis Utrera         | Defensores del Norte         | 3 |
| Kevin Medina             | Américo Tesorieri            | 3 |
| Lucas Valdez             | Defensores del Norte         | 3 |
| Lucas Reyes              | Ferrocarriles                | 3 |
| Lucas Romero             | Villa Cubas                  | 3 |
| Marcos Agüero            | Juventud Unida de Santa Rosa | 3 |
| Nahuel Quiroga           | Sarmiento                    | 3 |
| Ramiro Herrera Gaitán    | Américo Tesorieri            | 3 |
| Agustín Ocampo           | San Martín (Chumbicha)       | 2 |
| Alan Agüero              | Estudiantes de La Tablada    | 2 |
| Álvaro Sánchez           | Ferrocarriles                | 2 |
| Bruno Bazán              | Defensores del Norte         | 2 |
| Carlos Bazán             | Atlético Policial            | 2 |
| Carlos Tapia             | San Lorenzo de Alem          | 2 |
| Danilo Ovando            | Independiente (Capital)      | 2 |
| David Lucero             | Estudiantes de La Tablada    | 2 |
| Elías Peralta            | Ferrocarriles                | 2 |
| Emanuel Ceballos         | Atlético Policial            | 2 |
| Facundo Chasampi         | Salta Central                | 2 |
| Fernando Gausto          | Vélez Sarsfield              | 2 |
| Gianfranco Córdoba       | Ferrocarriles                | 2 |
| Jorge Agüero             | Juventud Unida de Santa Rosa | 2 |
| José Montalván           | Independiente (Capital)      | 2 |
| José Silveria            | Independiente (Huillapima)   | 2 |
| Marcos Córdoba           | Ferrocarriles                | 2 |
| Marcos Salcedo           | Deportivo Valle Chico        | 2 |
| Mario Córdoba            | Vélez Sarsfield              | 2 |
| Mateo Dávila             | Villa Cubas                  | 2 |
| Mauricio Vargas          | San Martín (Chumbicha)       | 2 |
| Nicolás Bustamante       | Atlético Policial            | 2 |
| Pablo Torres             | Estudiantes de La Tablada    | 2 |
| Segundo Gutiérrez        | Deportivo Valle Chico        | 2 |
| Sergio Pérez Castro      | Sarmiento                    | 2 |
| Tomás Chayle             | Defensores del Norte         | 2 |
| Adrián Bustamante        | Rivadavia (Huillapima)       | 1 |
| Adrián Nieva             | Villa Cubas                  | 1 |
| Adrián Santucho          | Rivadavia (Huillapima)       | 1 |
| Alan Coronel             | Américo Tesorieri            | 1 |
| Alan Rivas               | Independiente (Capital)      | 1 |
| Alejandro Bazán          | Rivadavia (Huillapima)       | 1 |
| Alex Santander           | San Martín (Chumbicha)       | 1 |
| Braian Correa            | San Lorenzo de Alem          | 1 |
| Braian Espeche           | Defensores del Norte         | 1 |
| César Sánchez            | Atlético Policial            | 1 |
| Claudio Herrera          | Sarmiento                    | 1 |
| Cristian Luján           | Atlético Policial            | 1 |
| Cristian Nieva           | Atlético Policial            | 1 |
| Cristian Ocampo          | Juventud Unida de Santa Rosa | 1 |
| Cristian Paredes         | Ferrocarriles                | 1 |
| Cristian Salcedo         | Salta Central                | 1 |
| Darío Nieva              | Atlético Policial            | 1 |
| David Palavecino         | Independiente (Capital)      | 1 |
| Diego Rearte             | Atlético Policial            | 1 |
| Diego Romero             | San Martín (Chumbicha)       | 1 |
| Douglas Pereira          | Estudiantes de La Tablada    | 1 |
| Edgar Vega               | Sarmiento                    | 1 |
| Elio Pérez               | Club Fiel                    | 1 |
| Emanuel Castillo         | Vélez Sarsfield              | 1 |
| Exequiel Silveyra        | Rivadavia (Huillapima)       | 1 |
| Facundo Ávalos           | Liberal Argentino            | 1 |
| Facundo Castillo         | Vélez Sarsfield              | 1 |
| Federico Álamo Martínez  | San Lorenzo de Alem          | 1 |
| Franco Contreras         | Salta Central                | 1 |
| Frank Carrizo            | San Martín (Chumbicha)       | 1 |
| Gabriel Heredia          | Salta Central                | 1 |
| Gabriel Maldonado        | San Isidro (Nueva Coneta)    | 1 |
| Ignacio Gordillo         | Defensores del Norte         | 1 |
| Iván Robín               | San Martín (Chumbicha)       | 1 |
| Joaquín Ortega           | San Lorenzo de Alem          | 1 |
| Jorge Soria              | Liberal Argentino            | 1 |
| Juan Aballay             | Vélez Sarsfield              | 1 |
| Juan Cruz Herrera        | Villa Cubas                  | 1 |
| Juan Manuel López        | Sarmiento                    | 1 |
| Juan Manuel Moreno       | Atlético Policial            | 1 |
| Juan Quiroga             | Deportivo Valle Chico        | 1 |
| Julio Silvestre Sacallán | Atlético Policial            | 1 |
| Lautaro Acosta           | Juventud Unida de Santa Rosa | 1 |
| Lautaro Agüero           | Vélez Sarsfield              | 1 |
| Lautaro Lobo             | Juventud Unida de Santa Rosa | 1 |
| Leandro Santander        | Ferrocarriles                | 1 |
| Leonardo Rojas           | San Lorenzo de Alem          | 1 |
| Leonel Carrión           | Ferrocarriles                | 1 |
| Lucas Peñaloza           | Club Fiel                    | 1 |
| Lucas Salas              | Ferrocarriles                | 1 |
| Lucas Tapia              | Juventud Unida de Santa Rosa | 1 |
| Luciano Castillo         | Chacarita                    | 1 |
| Luis Vargas              | San Martín (Chumbicha)       | 1 |
| Marcelo Ramírez          | Chacarita                    | 1 |
| Mariano Belmonte         | Club Fiel                    | 1 |
| Mariano Hernández        | Atlético Policial            | 1 |
| Mario Álvarez            | Parque Daza                  | 1 |
| Martín Agüero            | Juventud Unida de Santa Rosa | 1 |
| Matías Quiroga           | Sarmiento                    | 1 |
| Matías Sacco             | Atlético Policial            | 1 |
| Matías Singh             | Sarmiento                    | 1 |
| Mauro Ferreyra           | Independiente (Capital)      | 1 |
| Maximiliano Heredia      | Salta Central                | 1 |
| Maximiliano Villarroel   | Ferrocarriles                | 1 |
| Miqueas Carballo         | Salta Central                | 1 |
| Nahuel Sayavedra         | Liberal Argentino            | 1 |
| Nelson Paredes           | Ferrocarriles                | 1 |
| Nicolás Ramírez          | Vélez Sarsfield              | 1 |
| Ricardo Salas            | Ferrocarriles                | 1 |
| Rodrigo Nieva            | Estudiantes de La Tablada    | 1 |
| Sebastián Elizondo       | Salta Central                | 1 |
| Thiago Lobo Carmona      | Juventud Unida de Santa Rosa | 1 |
| Tobías Molina            | Independiente (Capital)      | 1 |
| Tomás Gómez              | Independiente (Huillapima)   | 1 |
| Ulises Ance              | Defensores del Norte         | 1 |
| Ulises Roldán            | Independiente (Capital)      | 1 |
| Valentín Ontivero        | San Lorenzo de Alem          | 1 |
| Valentín Rojas           | Parque Daza                  | 1 |
| William Carrión          | Salta Central                | 1 |

### Autogoles
| Jugador          | Equipo                     | Anot. | Jornada     |
| ---------------- | -------------------------- | ----- | ----------- |
| Cristian Doria   | Independiente (Huillapima) | 1     | Fecha 6     |
| Juan José Martín | Ferrocarriles (Chumbicha)  | 1     | Fecha 10    |
| Mauricio Soria   | Sarmiento                  | 1     | Semifinales |

### Tabla de rendimiento
Las tablas de rendimiento no reflejan la clasificación final de los equipos, sino que muestran el rendimiento de los mismos atendiendo a la ronda final alcanzada.
El rendimiento corresponde a la proporción de puntos obtenidos sobre el total de puntos disputados.
| Pos. | Equipos                      | Pts. | PJ | PG | PE | PP | GF | GC | DG  | Rend. |
| ---- | ---------------------------- | ---- | -- | -- | -- | -- | -- | -- | --- | ----- |
| 1    | Ferrocarriles (Chumbicha)    | 27   | 11 | 8  | 3  | 0  | 30 | 7  | 23  | 81.8% |
| 2    | Defensores del Norte         | 20   | 11 | 6  | 2  | 3  | 18 | 9  | 9   | 60.6% |
| 3    | Vélez Sarsfield              | 24   | 12 | 7  | 4  | 1  | 18 | 10 | 8   | 66.7% |
| 4    | Sarmiento                    | 17   | 10 | 5  | 2  | 3  | 15 | 8  | 7   | 56.7% |
| 5    | Rivadavia (Huillapima)       | 19   | 9  | 6  | 1  | 2  | 28 | 6  | 22  | 70.4% |
| 6    | Salta Central                | 18   | 9  | 6  | 0  | 3  | 25 | 13 | 12  | 66.7% |
| 7    | Independiente (Capital)      | 17   | 9  | 5  | 2  | 2  | 9  | 9  | 0   | 63%   |
| 8    | Atlético Policial            | 17   | 11 | 8  | 2  | 1  | 24 | 5  | 19  | 51.5% |
| 9    | Américo Tesorieri            | 14   | 8  | 4  | 2  | 2  | 17 | 10 | 7   | 58.3% |
| 10   | San Lorenzo de Alem          | 14   | 8  | 4  | 2  | 2  | 12 | 6  | 6   | 58.3% |
| 11   | Estudiantes de La Tablada    | 14   | 10 | 4  | 2  | 4  | 9  | 14 | -5  | 46.7% |
| 12   | Independiente (Huillapima)   | 10   | 8  | 3  | 1  | 4  | 10 | 8  | 2   | 41.7% |
| 13   | Juventud Unida de Santa Rosa | 9    | 8  | 3  | 0  | 5  | 14 | 15 | -1  | 37.5% |
| 14   | San Martín (Chumbicha)       | 7    | 8  | 2  | 1  | 5  | 13 | 16 | -3  | 29.2% |
| 15   | Deportivo Valle Chico        | 7    | 10 | 1  | 4  | 5  | 10 | 16 | -6  | 23.3% |
| 16   | Liberal Argentino            | 5    | 8  | 1  | 2  | 5  | 3  | 14 | -11 | 20.8% |
| 17   | Chacarita                    | 4    | 8  | 0  | 4  | 4  | 2  | 8  | -6  | 16.7% |
| 18   | Villa Cubas                  | 3    | 10 | 4  | 3  | 3  | 15 | 11 | 4   | 10%   |
| 19   | Parque Daza                  | 2    | 8  | 0  | 2  | 6  | 3  | 27 | -24 | 8.3%  |
| 20   | Club Fiel                    | 1    | 10 | 0  | 1  | 9  | 3  | 21 | -18 | 3.3%  |
| 21   | San Isidro (Nueva Coneta)    | 0    | 8  | 0  | 0  | 8  | 3  | 48 | -45 | 0%    |

| 1. 2. 3. |

## Entrenadores
| Listado de entrenadores                        | Listado de entrenadores      | Listado de entrenadores |
| Equipo                                         | Entrenador                   | Fechas                  |
| ---------------------------------------------- | ---------------------------- | ----------------------- |
| Américo Tesorieri                              | Diego Varas                  | 1.ª y 2.ª               |
| Américo Tesorieri                              | Gustavo Villafañe            | 3.ª - 10.ª              |
| Atlético Policial                              | Marcelo Vega                 | 1.ª en adelante         |
| Chacarita                                      | Walter Juárez                | 1.ª - 10.ª              |
| Club Fiel                                      | Darío Luján                  | 1.ª - 10.ª              |
| Defensores del Norte                           | Hugo Soria                   | 1.ª en adelante         |
| Deportivo Valle Chico                          | Daniel Iriarte               | 1.ª - 10.ª              |
| Estudiantes de La Tablada                      | Lucas Bazán                  | 1.ª - 10.ª              |
| Ferrocarriles (Chumbicha)                      | Roque Ferreyra               | 1.ª y 2.ª               |
| Ferrocarriles (Chumbicha)                      | Gustavo Quinteros (interino) | 3.ª                     |
| Ferrocarriles (Chumbicha)                      | José Mohamed                 | 4.ª en adelante         |
| Independiente (Capital)                        | Marcelo Acosta               | 1.ª en adelante         |
| Independiente (Huillapima)                     | A definir                    | 1.ª - 10.ª              |
| Juventud Unida de Santa Rosa                   | Guillermo Herrera            | 1.ª a 3.ª               |
| Juventud Unida de Santa Rosa                   | Jorge Barrionuevo            | 4.ª - 10.ª              |
| Liberal Argentino                              | Gabriel Pedraza              | 1.ª - 10.ª              |
| Parque Daza                                    | A definir                    | 1.ª - 10.ª              |
| Rivadavia (Huillapima)                         | Cristian Romero              | 1.ª en adelante         |
| Salta Central                                  | Daniel Herrera               | 1.ª en adelante         |
| San Isidro (Nueva Coneta)                      | A definir                    | 1.ª - 10.ª              |
| San Lorenzo de Alem                            | Raúl Cisterna                | 1.ª - 10.ª              |
| San Martín (Chumbicha)                         | Rolando Rearte               | 1.ª - 10.ª              |
| Sarmiento                                      | Pablo Maturano               | 1.ª en adelante         |
| Vélez Sarsfield                                | Marcelo Mendoza              | 1.ª en adelante         |
| Villa Cubas                                    | Gastón Grima                 | 1.ª - 10.ª              |
| 1. 2. 3. 4. 5. 6. 7. 8. 9. 10. 11. 12. 13. 14. |                              |                         |